# Polyplectropus alleni
Polyplectropus alleni är en nattsländeart som först beskrevs av Yamamoto 1967.  Polyplectropus alleni ingår i släktet Polyplectropus och familjen fångstnätnattsländor. Inga underarter finns listade i Catalogue of Life.